# Helina intermedia
Helina intermedia är en tvåvingeart som först beskrevs av Villeneuve 1899.  Helina intermedia ingår i släktet Helina och familjen husflugor. Inga underarter finns listade i Catalogue of Life.